# ستيتلاين
ستيتلاين (بالإنجليزية: Stateline)‏ هو مكان مخصص للتعداد (CDP) على الشاطئ الشرقي لبحيرة تاهو في مقاطعة دوغلاس في ولاية نيفادا الأمريكية. وبلغ عدد السكان 842 نسمة في لتعداد عام 2010. يتضخم عدد السكان بشكل كبير خلال فصلي الشتاء والصيف المزدحمين، وذلك بسبب العدد الكبير لغرف الفنادق والمساكن بالإيجار.

## المناخ
يظهر الجدول التالي التغييرات المناخية على مدار السنة لستيتلاين:
| البيانات المناخية لـستيتلاين      | البيانات المناخية لـستيتلاين | البيانات المناخية لـستيتلاين | البيانات المناخية لـستيتلاين | البيانات المناخية لـستيتلاين | البيانات المناخية لـستيتلاين | البيانات المناخية لـستيتلاين | البيانات المناخية لـستيتلاين | البيانات المناخية لـستيتلاين | البيانات المناخية لـستيتلاين | البيانات المناخية لـستيتلاين | البيانات المناخية لـستيتلاين | البيانات المناخية لـستيتلاين | البيانات المناخية لـستيتلاين |
| الشهر                             | يناير                        | فبراير                       | مارس                         | أبريل                        | مايو                         | يونيو                        | يوليو                        | أغسطس                        | سبتمبر                       | أكتوبر                       | نوفمبر                       | ديسمبر                       | المعدل السنوي                |
| --------------------------------- | ---------------------------- | ---------------------------- | ---------------------------- | ---------------------------- | ---------------------------- | ---------------------------- | ---------------------------- | ---------------------------- | ---------------------------- | ---------------------------- | ---------------------------- | ---------------------------- | ---------------------------- |
| متوسط درجة الحرارة الكبرى °ف (°م) | 43.3 (6.3)                   | 45.8 (7.7)                   | 49.5 (9.7)                   | 54.4 (12.4)                  | 64.9 (18.3)                  | 72.2 (22.3)                  | 81.7 (27.6)                  | 80.4 (26.9)                  | 74.7 (23.7)                  | 63.3 (17.4)                  | 51.6 (10.9)                  | 43.1 (6.2)                   | 67.4 (19.7)                  |
| متوسط درجة الحرارة الصغرى °ف (°م) | 17.5 (−8.1)                  | 21.9 (−5.6)                  | 25.4 (−3.7)                  | 30.1 (−1.1)                  | 36.9 (2.7)                   | 42.8 (6.0)                   | 47.9 (8.8)                   | 45.7 (7.6)                   | 38.9 (3.8)                   | 30.4 (−0.9)                  | 23.3 (−4.8)                  | 18.3 (−7.6)                  | 31.6 (−0.2)                  |
| الهطول إنش (مم)                   | 1.6 (41)                     | 1.2 (30)                     | 0.8 (20)                     | 0.5 (13)                     | 0.5 (13)                     | 2.4 (61)                     | 0.3 (7.6)                    | 0.3 (7.6)                    | 0.3 (7.6)                    | 0.5 (13)                     | 0.9 (23)                     | 1.4 (36)                     | 8.6 (220)                    |
| المصدر: Weatherbase               |                              |                              |                              |                              |                              |                              |                              |                              |                              |                              |                              |                              |                              |